# Evangelische Kirche (Kröffelbach)

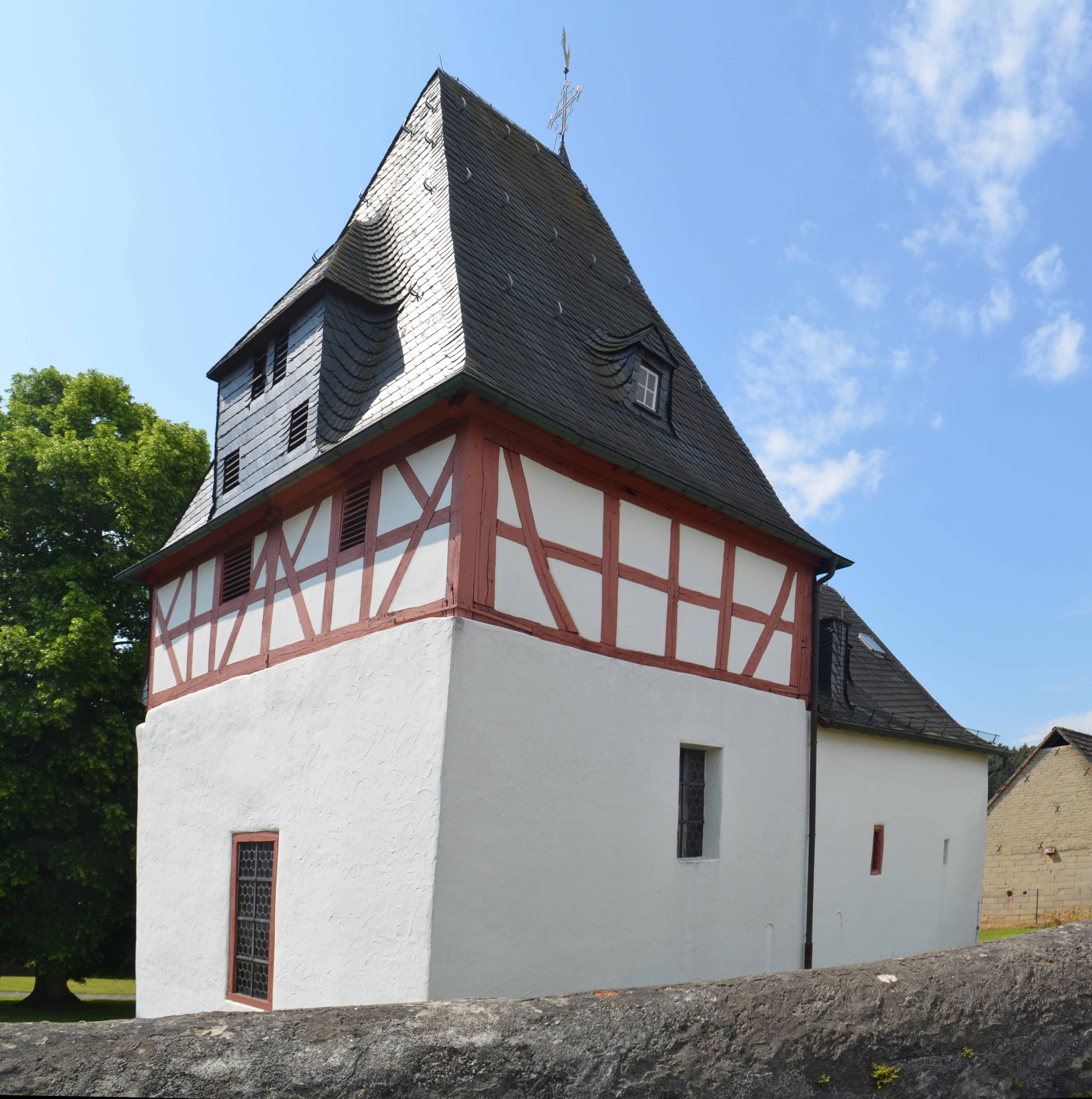
Evangelische Kirche Kröffelbach

Die Evangelische Kirche in Kröffelbach in der Gemeinde Waldsolms im Lahn-Dill-Kreis ist eine Chorturmkirche. Der im Kern wahrscheinlich spätromanische oder gotische Bau wurde im Laufe der Jahrhunderte verändert und erhielt in den 1650er Jahren sein heutiges Aussehen. Das Gebäude ist aufgrund seiner geschichtlichen und städtebaulichen Bedeutung hessisches Kulturdenkmal.

## Geschichte
Im Jahr 1232 wird der Ort Kröffelbach erstmals erwähnt, als ein „Rukerus de Cruffelbach, Treverensis dyocesis“, (Richard von Kröffelbach, Diözese Trier) im Zusammenhang des Heiligsprechungsverfahrens der Elisabeth von Thüringen ein Wunder bezeugt. Die Herren von Schwabach beerbten 1275 Ritter Rose von Weilnau, der in Kröffelbach einen Hof besaß. Erstmals wird eine Kirche in Kröffelbach im Jahr 1301 im Wetzlarer Dekanatsverzeichnis erwähnt. Als Graf Johann I. von Nassau-Weilburg 1333 Gertrud von Merenberg heiratete, brachte er das Patronatsrecht in die Ehe. Es blieb bis zum Jahr 1815 bei Nassau-Weilburg, wurde aber durchweg anderen Personen übertragen. Im Jahr 1397 wurden „zur Reperatur der dasigen Kirchen 20 Goldgulden“ vermacht. Von daher wird eine Entstehungszeit der Kirche im 13. Jahrhundert vermutet. Die Kirchengemeinde gehörte im Mittelalter zum im Archipresbyterat Wetzlar im Archidiakonat St. Lubentius Dietkirchen in der Erzdiözese Trier.
Die Reformation vollzog sich im zweiten Viertel des 16. Jahrhunderts in mehreren Schritten. Der letzte katholische Pfarrer mit Namen Johann wurde mehrfach wegen seines unzüchtigen Verhaltens gerügt, zuletzt im Jahr 1520. Erster evangelischer Pfarrer war Philipp Lieberich. Am 3. Januar 1549 schrieben neun solmische Pfarrer an den Wetzlarer Erzpriester, dass sie das Augsburger Interim von 1547/1548, das zwischen Katholiken und Protestanten vermitteln sollte, nicht annehmen könnten. Denn in ihrem Gebiet seien das Evangelium von der Rechtfertigung allein aus Gnade, das Abendmahl unter beiderlei Gestalt und die Priesterehe schon seit vielen Jahren gelehrt und praktiziert worden. Während Pfarrer Jost Stauss aus Kraftsolms unterschrieb, beteiligte sich Kröffelbach nicht, da Graf Philipp von Solms-Braunfels (1494–1581) mit Philipp von Schönborn einen katholischen Kirchenpatron eingesetzt hatte. Im Jahr 1570 wurde während der Amtszeit von Pfarrer Friedrich Fabricius ein Kirchspiel aus Kröffelbach, Kraftsolms und Niederquembach gebildet. Unter Graf Konrad von Solms-Braunfels wurde am 7. September 1582 auf der Hungener Synode die „Nachreformation“ beschlossen und so nahmen die Solmser Pfarrer nun auch offiziell das reformierte Bekenntnis an, das schon während der Koregentschaft von Konrad zunehmend die kirchliche Praxis geprägt hatte.
Während des Dreißigjährigen Kriegs wurden 1626 die evangelischen Pfarrer abgesetzt und von den spanischen Soldaten vertrieben. Diese wurden erst 1632 mit Hilfe schwedischer Truppen besiegt. Im Laufe des Krieges – der genaue Zeitpunkt ist unbekannt – brannte die Kröffelbacher Kirche wahrscheinlich aus und gingen Dachstuhl, Decke und Kirchenausstattung verloren. Unter Pfarrer Ignatius Ludovicus folgte 1653 eine Renovierung der Kirche, die 1659 abgeschlossen wurde. Das Patronat der Herren von Schönborn endete 1687 und ging auf den Obristen Johann Ernst Freiherr von Friesensee von Burg Freienfels über. Die Kirchhofmauer erhielt 1708 ihre heutige Form, einschließlich des heutigen Ostportals. Im Jahr 1717 wurde Niederquembach aus dem Kirchspiel ausgegliedert und mit Oberquembach zu einer eigenen Pfarrei erhoben.

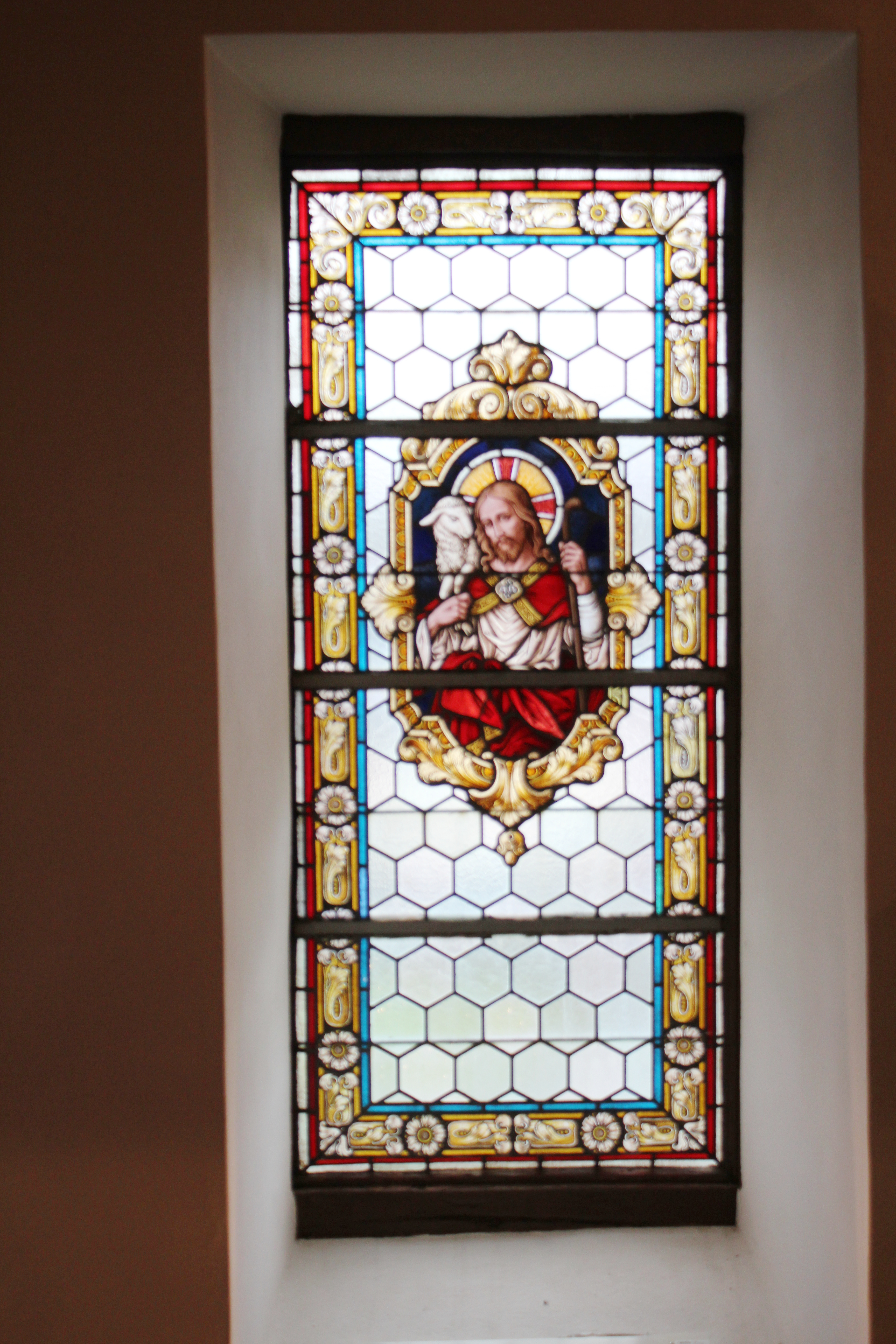
Buntglasfenster von 1910: Christus als der gute Hirte

Im Zuge der Anschaffung einer kleinen Orgel im Jahr 1786 erfolgte ein Umbau der Kirche. Die Südempore wurde entfernt und eine neue Empore an der nördlichen Längswand und unter ihr ein Gestühl für die Kirchenältesten eingebaut. Dafür wechselte die Kanzel ihren Standort von der Nord- auf die Südwand. Beim Bau einer größeren Orgel im Jahr 1791 kam es zu einem weiteren Umbau der Kirche. Im Jahr 1815 ging das Patronat, das lange Zeit Nassau-Weilburg innehatte, auf den preußischen Staat über. Bei einer größeren Renovierung wurden die abgängigen Emporen 1880/1881 „regeneriert“ und die Orgel ab-, um- und wieder eingebaut. Im Jahr 1910 wurde im Westen das Treppenhaus angebaut, wodurch mehr Sitzplätze im Kirchenschiff und auf den Emporen gewonnen wurden. Zudem stiftete der deutsche kaiserliche Konsul Mayer in Tokio ein Buntglasfenster, das zur Erinnerung an Justus Christoph Denhardt in der Südwand eingebaut wurde. Er war ein Enkel von Denhardt, der 1831–1868 als Pfarrer in Kröffelbach wirkte. Bei einer Kirchenrenovierung 1953 wurde das Kirchendach neu beschiefert sowie Dachfenster, Wetterhahn und Kirchenuhr erneuert. 1955 folgten ein neuer Außen- und Innenputz. Der Wandspruch neben der Kanzel aus Lk 11,28  wurde durch den Bibelvers Jes 40,8b  ersetzt. Das Ehrenmal von 1924 für die Gefallenen des Ersten Weltkrieges von J. Kraus aus Usingen wurde 1962 von Bildhauer Ludwig erweitert und auf den Südosten des alten Kirchhofs verlegt. Im Rahmen einer Neugestaltung des Innenraums in den 1990er Jahren wurden die Kirchenbänke im Schiff durch Einzelstühle ersetzt. Der Altar mit einem Sockel aus Feldstein und einer Platte aus schwarzem Lahnmarmor wich einem kleinen hölzernen Altar. Die originale Bemalung von Orgel und Kanzel wurde freigelegt. Die Kirche erhielt 1999 einen neuen Außenputz. 2015 wurden zwei neue Glocken angeschafft.
Die pfarramtlichen Verbindungen wechselten im Laufe der Zeit. Seit dem Jahr 2003 ist die evangelische Kirchengemeinde Waldsolms-Nord mit den Orten Griedelbach, Kraftsolms und Kröffelbach pfarramtlich mit der Kirchengemeinde Schöffengrund verbunden. Die Kirchengemeinden gehören heute zum Evangelischen Kirchenkreis an Lahn und Dill in der Evangelischen Kirche im Rheinland.

## Architektur

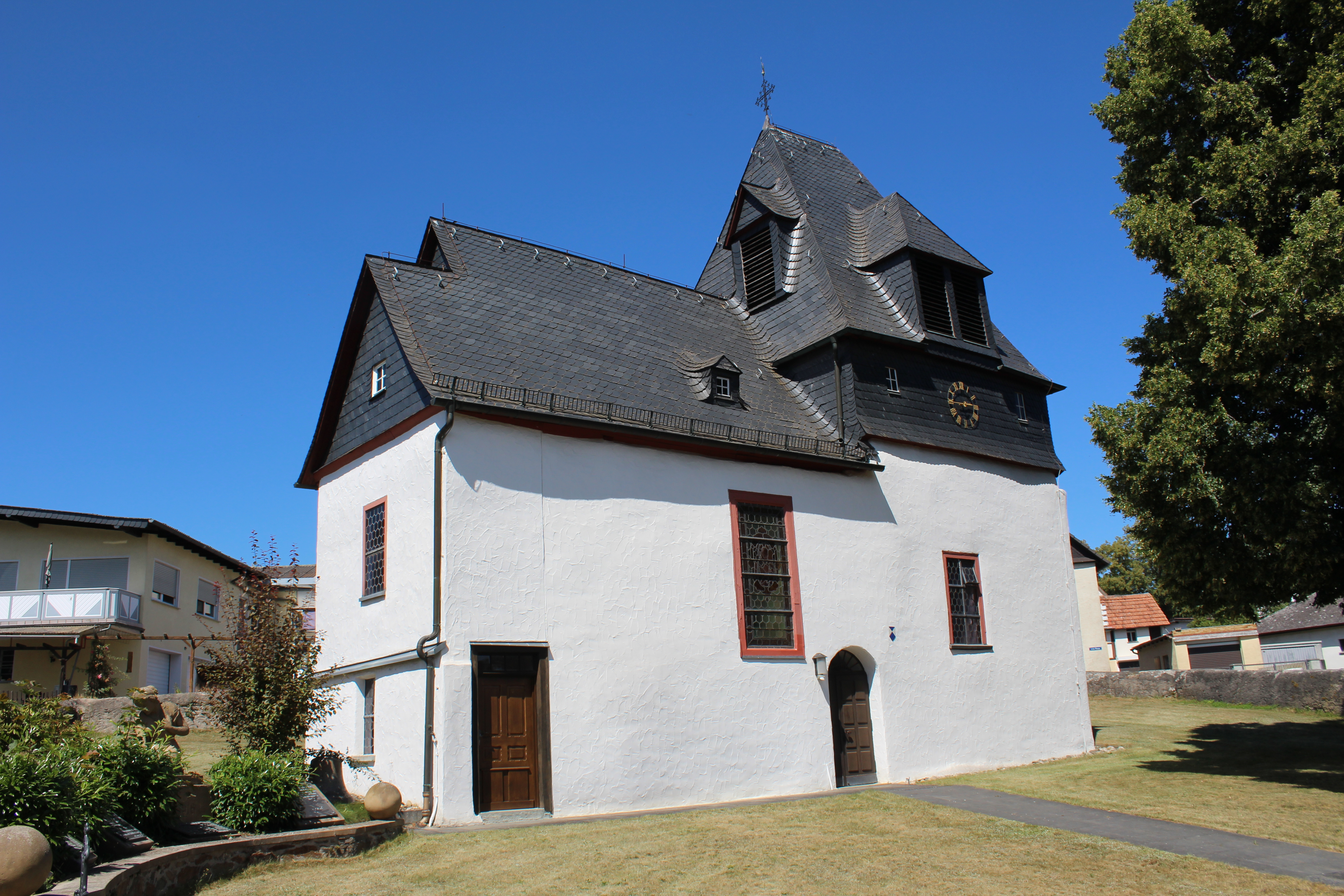
Ansicht von Norden

Die weiß verputzte, nach Ost-Nordost ausgerichtete Chorturmkirche ist im Ortszentrum aus Bruchsteinmauerwerk errichtet. Sie steht inmitten eines vollständig ummauerten Friedhofs, dessen schmiedeeisernes Südtor aus dem 19. Jahrhundert und dessen hölzernes, östliches Portal von 1708 (2012 erneuert) mit Schieferdach noch erhalten sind. Auf dem Querbalken des Ostportals steht der Bibelvers aus Offb 14,13 . Die Entstehungszeit der Kirche wird im 15. oder 16. Jahrhundert angesetzt. Der wehrhafte Charakter der 1,50 Meter dicken Umfassungsmauern mit den Schlitzfenstern an der Nordseite spricht für einen früheren Ursprung. Aufgrund der spärlichen schriftlichen Quellen in vorreformatorischer Zeit und der verschiedenen Umbauten ist die Baugeschichte nicht mehr im Detail zu erhellen. Vollständige Kirchenbücher liegen erst ab dem Jahr 1668 vor.
Das kurze Schiff weist dieselbe Breite wie der Chorturm auf. Das verschieferte Satteldach wird an jeder Seite von einer kleinen Gaube bestückt. Im Inneren bilden beide Baukörper einen einheitlichen Saal. Der Innenraum wird durch unterschiedlich große Rechteckfenster mit Wabenverglasung in unterschiedlicher Höhe belichtet. In den Turm sind im Osten ein großes und im Norden und Süden kleinere Fenster eingelassen, im Schiff an der Nordseite zwei Schlitzfenster und im Westen ein mittelgroßes Rechteckfenster. Der westliche Treppenanbau hat oben und unten ein Rechteckfenster. Das große Buntglasfenster in der Südwand des Schiffs zeigt das Motiv „Jesus, der gute Hirte“.
Der westliche Treppenhausanbau ist an der Nordseite gegenüber dem Schiff eingezogen, schließt aber im Süden mit dem Schiff ab. Das verschieferte Satteldach ist niedriger als das Kirchenschiff. Die westlichen Giebeldreiecke von Anbau und Schiff sind ebenfalls verschiefert. Ein hochrechteckiger Südeingang gewährt den Zugang zum Eingangsbereich, der durch die rechteckige Eingangstür ins Schiff und über den Treppenaufgang zur Empore sowie zum Dachboden führt.
Der niedrige und breite Kirchturm wird von einem steilen, vollständig verschieferten Walmdach bedeckt, das im Norden mit einer kleinen Gaube mit einem Fenster, im Westen und Osten mit je einer mittelgroßen Gaube mit Dreiecksgiebel und hochrechteckiger Schallöffnung und im Süden mit einer großen, erkerartigen Gaube mit zwei Schallöffnungen bestückt ist. Im Westen wird das Walmdach von einem verzierten Kreuz mit einem vergoldeten Wetterhahn bekrönt. Das Obergeschoss des Chorturms ist in Fachwerkweise aufgestockt (wohl in den 1650er Jahren) und an der Süd- und Westseite verschiefert.

## Ausstattung

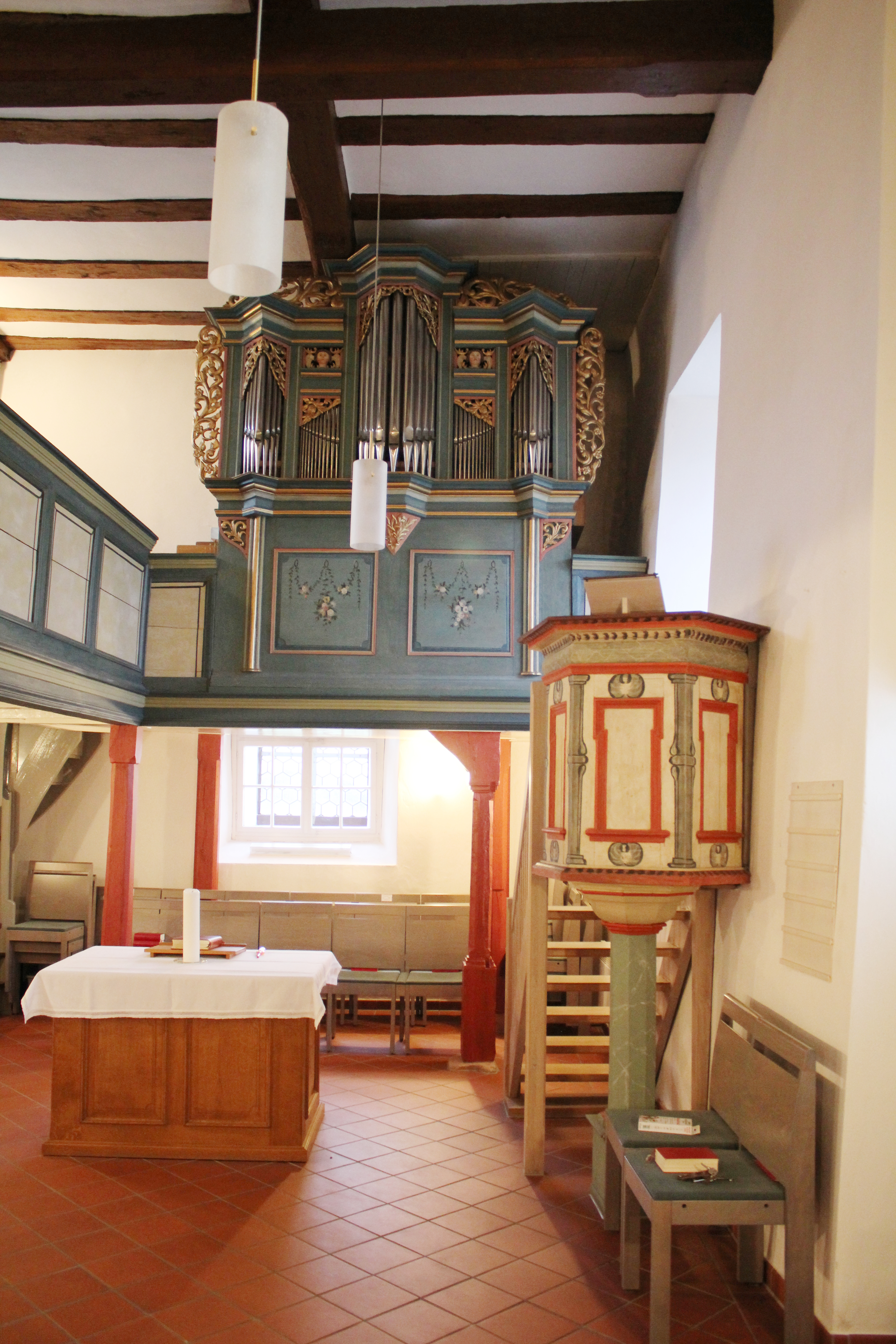
Blick auf die Orgelempore

Innenraum Richtung Westen

Die Kirchenausstattung ist entsprechend reformierter Tradition schlicht. Der Boden ist mit roten quadratischen Tonplatten belegt. Die Holzbalkendecke ruht auf einem Längsunterzug. Die dreiseitig umlaufende Empore lässt die Südwand frei, wo die Kanzel im Chor aufgestellt ist. Die Ostempore dient als Aufstellungsort für die Orgel. Sie wird ebenso wie die Nordempore von achteckigen, rot bemalten Pfosten mit quaderförmigen Kapitellen gestützt. In der Nordostecke und an der Westseite werden die Unterzüge von viereckigen Wandstützen getragen. Die blau gefassten Brüstungen haben querrechteckige weiße Füllungen, das Untergehäuse der Brüstungsorgel zwei Füllungen mit Blumengirlanden.
Der holzsichtige Blockaltar hat rechteckige kassettierte Füllungen. Während im Schiff graue Holzstühle, die untereinander verbunden werden können, aufgestellt sind, befinden sich auf der West- und Nordempore noch die Kirchenbänke. Die Kirche besaß anscheinend nie ein Taufbecken; stattdessen wird ein Taufteller verwendet.
Ältestes Ausstattungsstück ist die polygonale hölzerne Kanzel an der Südwand, die um 1700 gefertigt wurde. Sie ruht auf einer achteckigen, grau-grün-marmoriert bemalten Säule mit einer quaderförmigen Basis. Die weißen Kanzelfelder haben rechteckige Füllungen mit roten Profilen und sind mit grauen Ecksäulen und geflügelten Engelsköpfen bemalt. Die Bemalung an den profilierten Gesimskränzen erweckt den Eindruck eines Klötzchenfrieses.

## Orgel

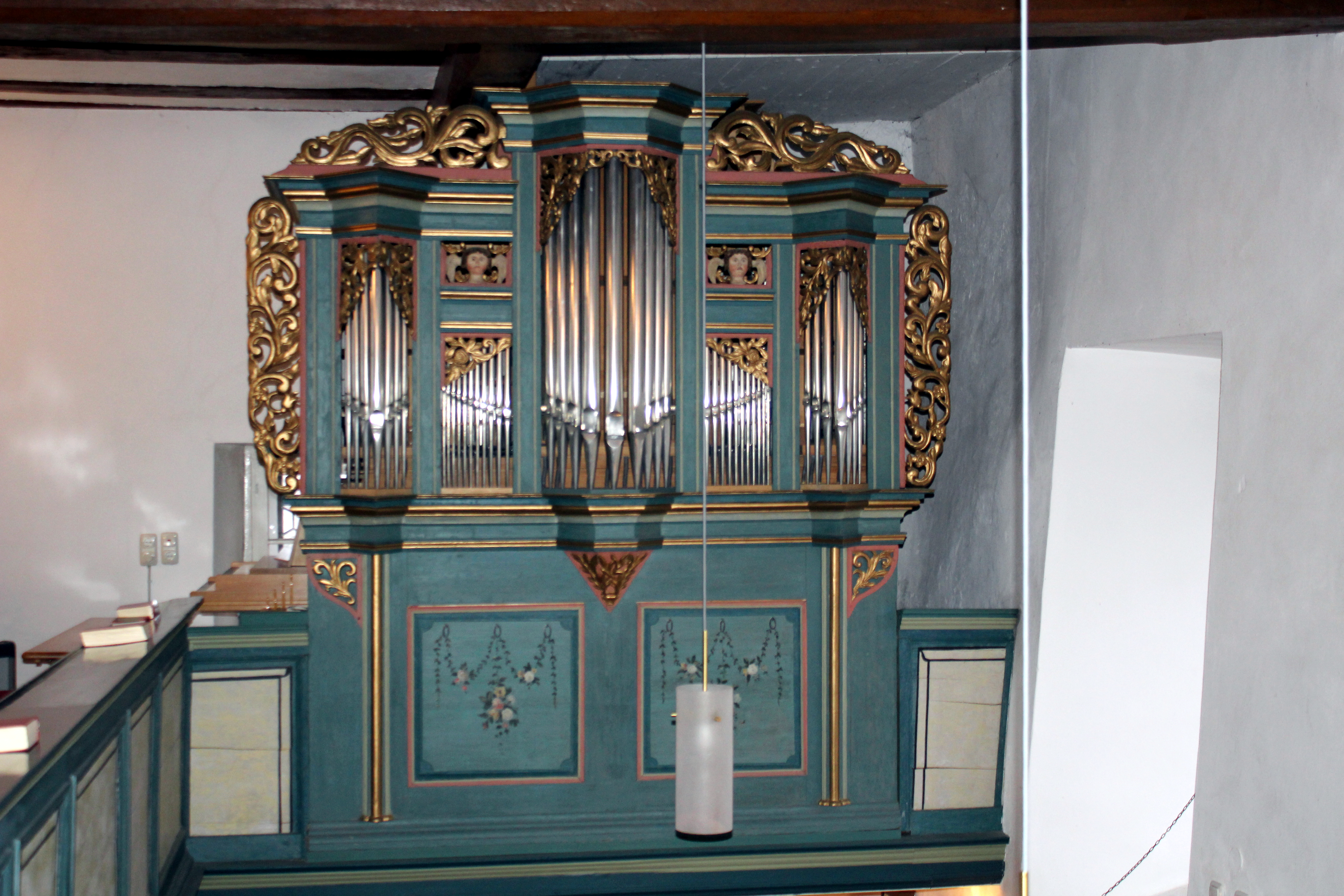
Orgelprospekt von 1791

Die Gemeinde erwarb 1786 eine Orgel von Orgelbauer Johann Friedrich Dreuth für 85 fl. Das wohl gebrauchte Instrument umfasste vier Register. Die Option auf ein größeres, mit acht Registern, wurde 1791 wahrgenommen. Nicht klar ist, ob es sich um ein neues Werk von Dreuth handelt oder ob dieser ein gebrauchtes nur aufstellte. Die fünfachsige Prospektgestaltung ist aber für Dreuth charakteristisch. 
Der überhöhte trapezförmige Mittelturm und die zwei kleinen Spitztürme an den Seiten werden durch niedrige Pfeifenflachfelder verbunden. Oberhalb der Flachfelder sind eine Kämpferleiste und ein geflügelter Engelkopf angebracht. Die oberen Gesimskränze der Spitztürme werden zum Mittelturm durchgezogen. Die Blindflügel und die Schleierbretter in den Flachfeldern werden aus vergoldetem durchbrochenen Rankenwerk gebildet, das auch unterhalb der drei Konsolen angebracht ist und die seitlichen Kranzgesimse bekrönt.
Im Jahr 1880 stellte Orgelbauer Ludwig Eichhorn aus Weilmünster das Instrument wieder neu auf und verlegte in diesem Zusammenhang den Spieltisch von der linken auf die rechte Seite. 1936 baute Walcker ein pneumatisches Instrument hinter dem alten Prospekt.
Die heutige Orgel stammt von Förster & Nicolaus Orgelbau aus dem Jahr 1995. Sie verfügt über sieben Register auf zwei Manualen mit Wechselschleifen und Pedal. Die Disposition lautet wie folgt:
| I Manual C–g3 |    |
| Gedackt       | 8′ |
| Prinzipal     | 4′ |
| Oktävlein     | 1′ |
| Mixtur IV     |    |
| Trompete      | 8′ |

| II Manual C–g3 |    |
| Gedackt        | 8′ |
| Prinzipal      | 4′ |
| Oktave         | 2′ |
| Oktävlein      | 1′ |
| Mixtur IV      |    |

| Pedal C–f1 |     |
| Subbass    | 16′ |

- Koppeln: II/I, I/P, II/P

## Geläut

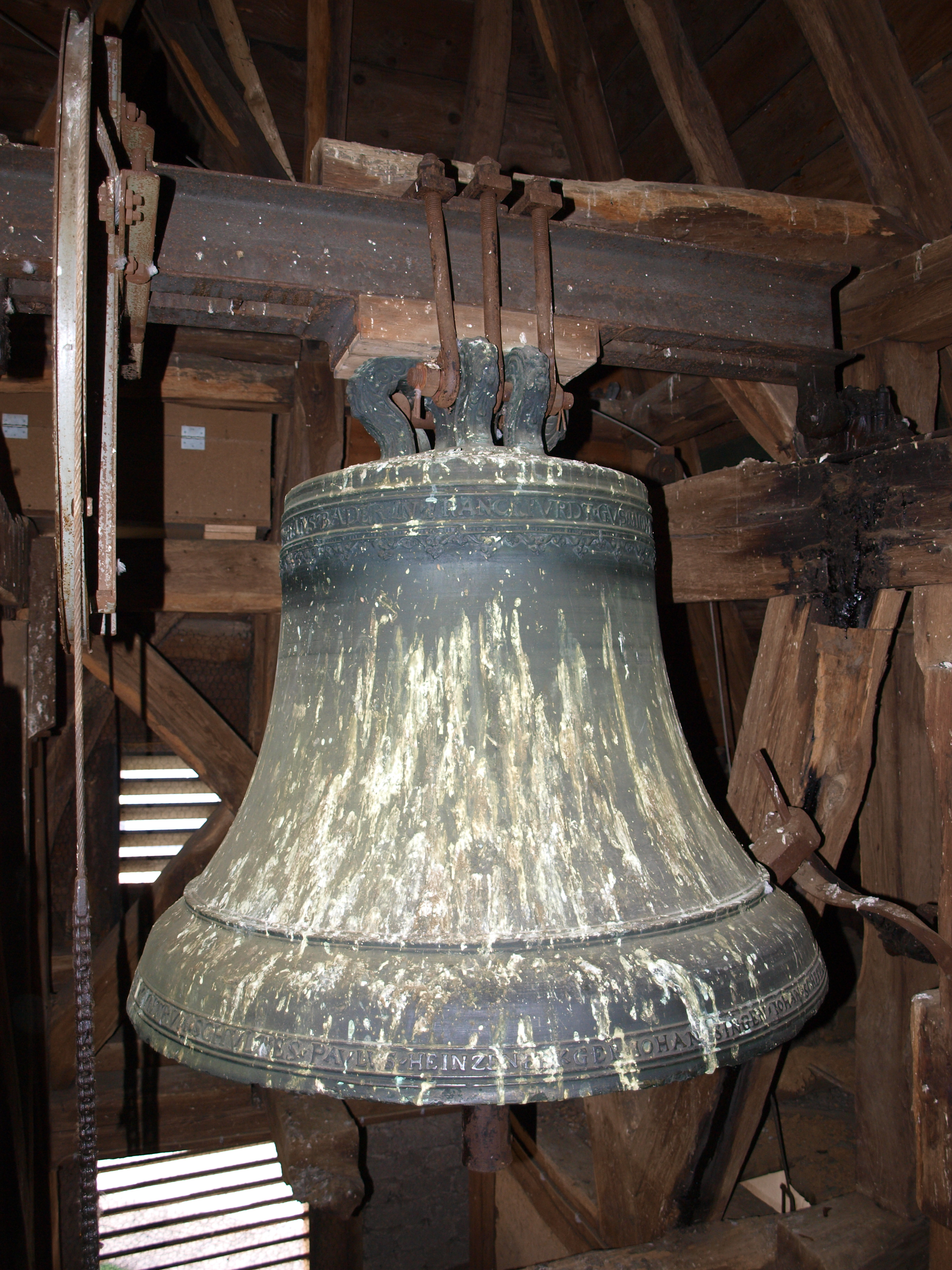
Bader-Glocke von 1615

Hans Bader aus Frankfurt am Main goss 1615 zwei Glocken, von denen die größere noch erhalten ist (0,94 Meter Durchmesser). Sie trägt die Inschrift: „Hans  Bader  in  Frankfurdt  gus  mich,  / aus  dem  Feuer  bin  ich  geflossen, / zu Creftelbach hat er mich gegossen. / Ano 1.6.0.1.5. Guntrum Schultes Paulus, Heinzenberkger Johann Singen, Johann Schefer, Ebert Lehn, Hans Klapper, Hans Singen, Allebau Meister zu Creftelach. Got mit uns. Her Asmus 1 6 0 1 5“. 
Die kleine Bader-Glocke (0,80 Meter Durchmesser, 244 kg) trug die Inschrift „Campane, Fusal, Anno Christi 1615. I Z / I V N H Erasmo Eberhardo, Pastore / Der Meister, der mich formet hat, / Der war von Frankfurt aus der Stadt; / Hans Bader ihm sein Name war / [Nickel  Becker /] Im Feuer stund ich lauter und klar, / Zu Cröffelbach er mich auch goß, / aus dem Feuer ich mit Freuden floß, / An mir hab ich einen guten Ton, / Als er mich gehenkt, zog er davon. Anno Christi 1615. Erasmo Eberhardo Pastore“.
Die Uhrschlagglocke im Wetzlarer Dom wurde im selben Jahr in der Kröffelbacher Glockenhütte nördlich des Ortes, östlich der Oberquembacher Straße, von Bader gegossen, wie auf der Inschrift zu lesen ist: „Hans Bader zu Frankfurt gos mich … Anno Domini 1615. / Zu Kreftelbach man mich gos …“.
1917 wurde die kleinere Bader-Glocke zu Kriegszwecken zerschlagen und abgeliefert, da die Verzichtserklärung auf eine Ablieferung, die dem Pfarrer bereits vorlag, den Monteur einige Stunden zu spät erreichte. Als Ersatz schaffte die Gemeinde 1919 zwei neue Eisenglocken an. Die kleinste Glocke erhielt ein langes Seil und konnte durch ein Loch in der Kirchendecke von unten geläutet werden, was dem Küster den Weg in die Glockenstube ersparte. 1943 musste die größere Bader-Glocke ebenfalls zu Kriegszwecken abgeliefert werden, entging aber dem Einschmelzen und gelangte 1947 von einem Glockenfriedhof wieder nach Kröffelbach. 
Eine Kröffelbacher Turmuhr wird 1772 erstmals erwähnt. Sie erhielt 1924 ein neues Zifferblatt. 1962 wurden Geläut und Uhr elektrifiziert. Die alte mechanische Turmuhr blieb erhalten und steht heute saniert und funktionsfähig in einem Glaskasten im Gemeindehaus. Der gebürtige Kröffelbacher Erwin Kuntz stiftete 2015 eine neue Bronzeglocke, eine zweite Glocke wurde durch Spenden von Kröffelbacher Bürgern und Vereinen finanziert. Sie wurden von Rincker gegossen und tragen als Inschriften unter anderem zwei Bibelverse: „Die Himmel erzählen die Ehre Gottes, und die Feste verkündigt seiner Hände Werk.“ (Ps 19,2 ). „Jesus Christus spricht: Ich bin das Licht der Welt, wer wir nachfolgt, der wird nicht wandeln in der Finsternis, sondern wird das Licht des Lebens haben.“ (Joh 8,12 ). Die beiden Eisenglocken flankieren seitdem das Ehrenmal im Südosten der Kirche.